# Corrent Sud Equatorial Pacífic
El corrent Equatorial del Sud és un significatiu corrent dels oceans Pacífic, Atlàntic i Índic que flueix d'est a oest entre l'equador i al voltant del Paral·lel 20 de l'hemisferi Sud. En el Pacífic i en l'Atlàntic, llur trajectòria creua l'equador fins al voltant del Paral·lel 5 Nord.

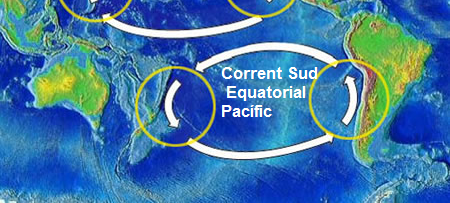
El Corrent Sud Equatorial del Pacífic forma part del Gir Oceànic del Pacífic Sud.

Dins de l'hemisferi sud, el corrent Equatorial del Sud és una branca cap a l'oest dels girs subtropicals de gran escala. Aquests girs són moguts per la combinació dels vents alisis en els tròpics i els vents de l'oest que es troben al sud del Paral·lel 30 Sud (aproximadament), a través d'un procés bastant complicat que inclou la intensificació del corrent de frontera occidental. En l'equador, el corrent Equatorial del Sud és mogut directament pels vents alisis que bufen d'est a oest.
El Corrent Sud Equatorial del Pacífic s'alimenta del Corrent de Perú (o Humboldt) quant aquest gira cap a l'oest i s'allunya de la costa peruana.